# 安众县
32°54′13″N 112°23′44″E / 32.903609°N 112.395544°E
安众县，中国古县名。
安众县原来是宛的西乡，西汉长沙定王刘发之子安众侯刘丹的食邑。县治今邓州市元庄乡、汲滩镇一带，邓州市有一村名为安众村。《水经注》载：“涅水经涅阳县故城西，又东南走，经安众县碣而为陂，谓之安众港......湍水自白牛邑东南，经安众县城......湍水自安众县故城南，涅水注之”。
汉武帝元朔四年（前125年）置，属南阳郡，经历了历两汉和三国时期，曹操破张绣于安众港，即位于今上港乡附近。